# Vũ Văn Thanh
Vũ Văn Thanh (sinh ngày 14 tháng 4 năm 1996) là một cầu thủ bóng đá chuyên nghiệp người Việt Nam hiện đang thi đấu ở vị trí hậu vệ cánh cho câu lạc bộ V.League 1 Công an Hà Nội và đội tuyển bóng đá quốc gia Việt Nam.

## Tiểu sử
Vũ Văn Thanh sinh ngày 14 tháng 4 năm 1996 tại xã Tứ Cường, huyện Thanh Miện, tỉnh Hải Dương. Từ nhỏ, Vũ Văn Thanh đã có tình yêu vô bờ bến với bóng đá khi thường xuyên cùng chúng bạn đồng lứa chơi bóng ở mặt sân cỏ ở xã. Khi còn học tiểu học, Thanh đã là gương mặt thân quen thi đấu cho tuyển của trường tham dự các giải đấu của huyện, của xã. Với phong cách thi đấu chững chạc, Thanh là trụ cột của đội giành chức vô địch giải đấu cho các trường tiểu học huyện Thanh Miện.
Phát hiện ra tố chất của Thanh, các thầy đã đưa Thanh lên trường năng khiếu thể thao Hồng Quang. Đáp lại sự kỳ vọng của bố mẹ và các thầy, Thanh đã cùng đội tuyển nhi đồng tỉnh Hải Dương vô địch giải bóng đá nhi đồng toàn quốc năm 2007.
Biết được tài năng của Thanh, đích thân bầu Đức đã đáp chuyến bay ra Bắc để thuyết phục gia đình Văn Thanh gửi gắm con trai họ cho học viện Hoàng Anh Gia Lai – Arsenal JMG. Khi đó, gia đình vẫn còn rất lưỡng lữ vì không muốn Thanh còn nhỏ mà đã phải xa gia đình. Nhưng trước sự nhiệt tình của bầu Đức khi ông trình bày kế hoạch phát triển của học viện JMG, gia đình đã đồng ý cho Thanh gia nhập lò HAGL – Arsenal JMG.

## Sự nghiệp câu lạc bộ
Năm 2007, Vũ Văn Thanh bắt đầu ăn tập tại trung tâm đào tạo bóng đá HAGL- Arsenal HMG và đã liên tục chơi cho các đội trẻ của HAGL tại các giải đấu trong và ngoài nước cho đến năm 2014.
Sau cơn sốt U19 Việt Nam, Vũ Văn Thanh cùng những người đồng đội của mình được bầu Đức đôn lên đội 1 HAGL. Mặc dù cho đến giờ, HAGL cùng với lứa cầu thủ U19 ngày nào vẫn chưa thể hiện được bản thân tại giải đấu cao nhất Việt Nam, nhưng Văn Thanh đã phần nào đó đã chứng minh được năng lực của mình khi trở thành một trong những hậu vệ biên hay nhất Việt Nam trong khoảng 3 năm trở lại đây. Tại V-League 2016, Văn Thanh đã được giải thưởng cầu thủ trẻ hay nhất giải đấu.
Trong giải U23 Việt Nam, Văn Thanh đã lựa chọn khoác áo với con số 17.
Ngày 9 tháng 1 năm 2023, câu lạc bộ Công an Hà Nội xác nhận Vũ Văn Thanh là tân binh của đội bằng việc đưa hình ảnh của anh vào tấm ảnh tập thể.

## Thống kê sự nghiệp

### Câu lạc bộ
Tính đến ngày 14 tháng 5 năm 2025
| Câu lạc bộ          | Mùa giải            | Giải đấu            | Giải đấu | Giải đấu | Cúp Quốc gia | Cúp Quốc gia | Châu lục | Châu lục | Khác | Khác | Tổng cộng | Tổng cộng |
| Câu lạc bộ          | Mùa giải            | Hạng đấu            | Trận     | Bàn      | Trận         | Bàn          | Trận     | Bàn      | Trận | Bàn  | Trận      | Bàn       |
| ------------------- | ------------------- | ------------------- | -------- | -------- | ------------ | ------------ | -------- | -------- | ---- | ---- | --------- | --------- |
| Hoàng Anh Gia Lai   | 2015                | V.League 1          | 19       | 2        | 2            | 0            | —        | —        | —    | —    | 21        | 2         |
| Hoàng Anh Gia Lai   | 2016                | V.League 1          | 26       | 8        | 3            | 1            | —        | —        | —    | —    | 29        | 9         |
| Hoàng Anh Gia Lai   | 2017                | V.League 1          | 23       | 6        | 1            | 0            | —        | —        | —    | —    | 24        | 6         |
| Hoàng Anh Gia Lai   | 2018                | V.League 1          | 21       | 0        | 4            | 0            | —        | —        | —    | —    | 25        | 0         |
| Hoàng Anh Gia Lai   | 2019                | V.League 1          | 17       | 2        | 2            | 0            | —        | —        | —    | —    | 19        | 2         |
| Hoàng Anh Gia Lai   | 2020                | V.League 1          | 19       | 3        | 1            | 0            | —        | —        | —    | —    | 20        | 3         |
| Hoàng Anh Gia Lai   | 2021                | V.League 1          | 12       | 2        | 1            | 1            | —        | —        | —    | —    | 13        | 3         |
| Hoàng Anh Gia Lai   | 2022                | V.League 1          | 22       | 3        | 3            | 0            | 6        | 1        | —    | —    | 31        | 4         |
| Hoàng Anh Gia Lai   | Tổng cộng           | Tổng cộng           | 159      | 26       | 17           | 2            | 6        | 1        | 0    | 0    | 182       | 29        |
| Công an Hà Nội      | 2023                | V.League 1          | 18       | 3        | 1            | 0            | —        | —        | —    | —    | 19        | 3         |
| Công an Hà Nội      | 2023–24             | V.League 1          | 22       | 3        | 2            | 0            | —        | —        | —    | —    | 24        | 3         |
| Công an Hà Nội      | 2024–25             | V.League 1          | 18       | 1        | 1            | 0            | 6        | 0        | —    | —    | 25        | 1         |
| Công an Hà Nội      | Tổng cộng           | Tổng cộng           | 58       | 7        | 4            | 0            | 6        | 0        | —    | —    | 68        | 7         |
| Tổng cộng sự nghiệp | Tổng cộng sự nghiệp | Tổng cộng sự nghiệp | 217      | 33       | 21           | 2            | 12       | 1        | 0    | 0    | 250       | 36        |

1. ↑  Số lần ra sân tại AFC Champions League.
2. ↑  Số lần ra sân tại ASEAN Club Championship

### Quốc tế
Tính đến ngày 19 tháng 3 năm 2025
| Đội tuyển quốc gia | Năm       | Trận | Bàn |
| ------------------ | --------- | ---- | --- |
| Việt Nam           | 2016      | 10   | 2   |
| Việt Nam           | 2017      | 5    | 0   |
| Việt Nam           | 2018      | 1    | 0   |
| Việt Nam           | 2019      | 2    | 0   |
| Việt Nam           | 2021      | 12   | 1   |
| Việt Nam           | 2022      | 7    | 1   |
| Việt Nam           | 2023      | 6    | 1   |
| Việt Nam           | 2024      | 13   | 0   |
| Việt Nam           | 2025      | 3    | 0   |
| Tổng cộng          | Tổng cộng | 58   | 5   |

### Bàn thắng quốc tế
| #  | Ngày                 | Địa điểm                                                 | Đối thủ           | Bàn thắng | Kết quả | Giải đấu                      |
| -- | -------------------- | -------------------------------------------------------- | ----------------- | --------- | ------- | ----------------------------- |
| 1. | 6 tháng 10 năm 2016  | Sân vận động Thống Nhất, Thành phố Hồ Chí Minh, Việt Nam | CHDCND Triều Tiên | 3–2       | 5–2     | Giao hữu                      |
| 2. | 7 tháng 12 năm 2016  | Sân vận động Quốc gia Mỹ Đình, Hà Nội, Việt Nam          | Indonesia         | 1–1       | 2–2     | AFF Suzuki Cup 2016           |
| 3. | 7 tháng 6 năm 2021   | Sân vận động Al Maktoum, Dubai, UAE                      | Indonesia         | 4–0       | 4–0     | Vòng loại FIFA World Cup 2022 |
| 4. | 21 tháng 12 năm 2022 | Sân vận động Quốc gia Lào mới, Viêng Chăn, Lào           | Lào               | 6–0       | 6–0     | AFF Cup 2022                  |
| 5. | 13 tháng 1 năm 2023  | Sân vận động Quốc gia Mỹ Đình, Hà Nội, Việt Nam          | Thái Lan          | 2–2       | 2–2     | AFF Cup 2022                  |

## Danh hiệu
Công an Hà Nội
- V. League 1: 2023
- Cúp Quốc gia: 2024–25

U-23 Việt Nam
- Giải vô địch bóng đá U-23 châu Á á quân: 2018

Việt Nam
- Giải vô địch bóng đá ASEAN: 2024; á quân: 2022

Cá nhân
- Cầu thủ trẻ xuất sắc nhất năm: 2016[3]
- Đội hình tiêu biểu V-League: 2017, 2018